# 37 Virginis
37 Virginis är en orange jätte i Jungfruns stjärnbild.
Stjärnan har visuell magnitud +6,00 och är svagt synlig för blotta ögat vid god seeing. Den befinner sig på ett avstånd av ungefär 600 ljusår.